# Ivo Meinhold-Heerlein
Ivo Meinhold-Heerlein (* 23. März 1969 in Mainz) ist ein deutscher Gynäkologe und Geburtshelfer und Hochschullehrer. Seit April 2018 ist er Direktor der Klinik für Frauenheilkunde und Geburtshilfe am Universitätsklinikum Gießen. Er ist bekannt für seine Arbeiten auf dem Gebiet der molekularen Charakterisierung des Ovarialkarzinoms.

## Leben
Meinhold-Heerlein studierte von 1989 bis 1996 Humanmedizin an der Medizinischen Universität zu Lübeck und der Albert-Ludwigs-Universität Freiburg. Er wurde in Freiburg promoviert. 1999–2001 folgte ein Aufenthalt als Postdoktorand am The Burnham Institute / La Jolla Cancer Research Center, San Diego, USA. 2002 bis 2007 war er Wissenschaftlicher Mitarbeiter und Assistenzarzt in der Klinik für Gynäkologie und Geburtshilfe des Universitätsklinikums Schleswig-Holstein – Campus Kiel. Im Jahr 2006 erhielt Meinhold-Heerlein die Anerkennung als Facharzt für Frauenheilkunde und Geburtshilfe. 2007 habilitierte er sich an der Christian-Albrechts-Universität Kiel mit dem Thema: „Mechanismen zur Überwindung von Apoptoseresistenz und Identifizierung neuer molekularer Marker des Ovarialkarzinoms“. Im selben Jahr wurde er zum Privatdozent der Christian-Albrechts Universität Kiel ernannt. Er war 2006 bis 2008 Stellvertretender Leiter der Kiel School of Gynaecological Endoscopy an der Klinik für Gynäkologie und Geburtshilfe des Universitätsklinikums Schleswig-Holstein – Campus Kiel und erhielt 2008 als laparoskopischer Operateur das Zertifikat MIC III der Arbeitsgemeinschaft Gynäkologische Endoskopie. 2007 wurde er zum Oberarzt an der Klinik für Gynäkologie und Geburtshilfe des Universitätsklinikums Schleswig-Holstein – Campus Kiel ernannt. 2009 wurde Meinhold-Heerlein Stellvertretender Direktor der Klinik für Gynäkologie und Geburtsmedizin am Universitätsklinikum Aachen. Im selben Jahr erhielt er die Schwerpunktbezeichnung „Spezielle Geburtshilfe und Perinatalmedizin“. 2012 wurde er zum außerplanmäßigen Professor der Medizinischen Fakultät der RWTH Aachen ernannt. 2013 erhielt er die Schwerpunktbezeichnung „Gynäkologische Onkologie“. 2014 wurde Meinhold-Heerlein zum Associate Honorary Professor der Universität Kapstadt ernannt. 2015 leitete er als Kommissarischer Direktor die Klinik für Gynäkologie und Geburtsmedizin der Uniklinik RWTH Aachen. Derzeit ist er stellvertretender Direktor der Klinik für Gynäkologie und Geburtsmedizin der Uniklinik RWTH Aachen sowie Leiter des Gynäkologischen Krebszentrums und des Endometriosezentrums der Uniklinik RWTH Aachen. 2017 erhielt er einen Ruf auf die Universitäts-Professur für Gynäkologische Onkologie der RWTH Aachen. Seit April 2018 ist er Direktor der Klinik für Frauenheilkunde und Geburtshilfe am Universitätsklinikum Gießen.
Meinhold-Heerlein ist seit 1990 Gründungsmitglied und 1. Vorsitzender des gemeinnützigen Landesjugendorchester-Förderkreises e. V. Rheinland-Pfalz.

## Wissenschaftliche Leistung
Zu Beginn seiner wissenschaftlichen Tätigkeit widmete sich Meinhold-Heerlein zusammen mit John C. Reed am The Burnham Institute (La Jolla / USA) der Überwindung von Chemotherapie- und Apoptoseresistenz des Ovarialkarzinoms. Schlüsselfaktoren der beiden wesentlichen Apoptose-Signalwege – des Todesrezeptor- und des mitochondrialen Signalweges – wurden untersucht. Da beide Signalwege von dem als Zellzyklus-Regulator bekannten p53 transaktiviert werden, wurden in weiteren Arbeiten Analysen zum p53-Mutations- und Expressionsstatus durchgeführt. Mit diesen Analysen konnte gezeigt werden, dass insbesondere geringgradig differenzierte Ovarialkarzinome weitaus mehr p53-Mutationen aufweisen als ursprünglich angenommen. In Zusammenarbeit mit Garret Hampton identifizierte Meinhold-Heerlein mit Hilfe von Chip-Analysen (Oligonukleotid-Arrays) neue molekulare Marker, die sich als therapeutische Targets verschiedener Tumor-Subgruppen oder als Serummarker zur Früherkennung eignen. Im Vordergrund stand die Untersuchung seröser Tumoren, die den überwiegenden Anteil der malignen Ovarialtumoren ausmachen. Eine wesentliche Erkenntnis aus diesen Arbeiten war, dass nicht-invasive ovarielle Borderlinetumoren ein nahezu identisches molekulares Expressionsmuster aufwiesen wie hochgradig differenzierte invasive Ovarialkarzinome. Ein im Vergleich dazu signifikant unterschiedliches Muster wiesen die mäßiggradig und geringgradig differenzierten Karzinome auf. Damit leistete Meinhold einen Beitrag zum heutigen Verständnis des serösen Ovarialkarzinoms, bei dem nur noch zwei grundsätzlich verschiedene Erkrankungstypen unterschieden werden: Das Low-grade-Karzinom, welches sich aus einem benignen Zystadenom und über einen Borderline-Tumor entwickeln kann und das High-grade-Karzinom, dessen Pathogenese nicht abschließend geklärt ist. Nach der Rückkehr nach Deutschland an die Universität Kiel setzte er im Rahmen eines Max-Eder-Projektes der Deutschen Krebshilfe die molekularen Untersuchungen zum Ovarialkarzinom fort, identifizierte zusammen mit Dirk Bauerschlag und der Gruppe von Garret Hampton weitere neue Marker, die sich als therapeutische Targets oder zur Überwachung des Therapieverlaufs oder zur Früherkennung eignen könnten. In Zusammenarbeit mit Ahmad Hussain sowie Stefan Barth (Universität Kapstadt / Südafrika) widmet er sich an der RWTH Aachen in jüngerer Zeit immunologischen Ansätzen zur Detektion und Therapie des Ovarialkarzinoms und der Endometriose. Im Rahmen dieser theranostischen Ansätze werden an Antikörper gekoppelte Moleküle auf ihre diagnostische oder therapeutische Eignung untersucht.

## Mitgliedschaften in internationalen wissenschaftlichen Vereinigungen
- Organkommission Ovar der Arbeitsgemeinschaft Gynäkologische Onkologie (AGO)
- Kommission Translationale Forschung der Arbeitsgemeinschaft Gynäkologische Onkologie (AGO)
- Wissenschaftlicher Beirat der Stiftung Endometrioseforschung
- Editorial Board BioMedRes International
- Associate Editor Archives Gynecology and Obstetrics
- Section Editor Current Obstetrics and Gynecology Reports[3]

## Ehrungen
- 2003: Staude-Pfannenstiel-Preis der Norddeutschen Gesellschaft für Gynäkologie und Geburtshilfe
- 2004: Wissenschaftspreis der Norddeutschen Gesellschaft für Gynäkologie und Geburtshilfe
- 2004: 1. Preis der Deutschen Gesellschaft für Gynäkologie und Geburtshilfe
- 2006: Vortragspreis der Norddeutschen Gesellschaft für Gynäkologie und Geburtshilfe
- 2006: GebFra-Preis der Deutschen Gesellschaft für Gynäkologie und Geburtshilfe
- 2007: Vortragspreis der Kommission Translationale Forschung der Arbeitsgemeinschaft Gynäkologische Onkologie (AGO)
- 2008: Hans-Frangenheim-Preis der Arbeitsgemeinschaft Gynäkologische Endoskopie (AGE)
- 2010: Dr.-Rockstroh-Preis der Deutschen Gesellschaft für Gynäkologie und Geburtshilfe[13][3]

## Publikationen
- PubMed Publikationsliste: Meinhold-Heerlein